# Клайв, Роберт
О дипломате см. Клайв, Роберт (дипломат)
Роберт Клайв, 1-й барон Клайв (англ. Robert Clive, 1st Baron Clive; 29 сентября 1725 — 22 ноября 1774) — британский генерал и чиновник, утвердивший господство Британской Ост-индской компании в Южной Индии и Бенгалии. Он положил начало расширению влияния Британии на территории субконтинента, что привело к созданию Британской Индии. В 1762 году за победу над войсками Бенгалии в битве при Плесси возведён в Пэрство Великобритании с титулом барон Клайв и почётным прозвищем «Плессийский».
Член Лондонского королевского общества (1768).

## Падение Калькутты
Клайв впервые проявил себя при обороне Аркота в 1751 году. На первые позиции выдвинулся во время Семилетней войны (1756—63), которая привела к вытеснению французов из Индии.
В середине XVIII века англичане смогли заметно укрепить свои позиции в Бенгалии, поддерживая дружественные отношения с навабами. В 1756 году только что вступивший в правление 18-летний наваб Сирадж уд-Даула напал на британскую факторию в Калькутте и взял её. Некоторые жители бежали, другие были взяты в плен и заключены в камеру военной тюрьмы Форта-Уильям размером 14 на 18 футов, с 2 небольшими окнами, известную под именем «Черной ямы». На другое утро из 146 заключенных (мужчин и женщин) осталось в живых только 23. Остальные задохнулись или погибли от теплового удара. Клайв, вернувшийся уже из Англии, был в это время в Мадрасе; с эскадрой адмирала Уотсона он отплыл к устью Ганга, и Калькутта скоро и легко была возвращена. Заключенный мир восстановил все права Компании и дал ей щедрое вознаграждение за убытки.

## Победы Клайва в Восточной Индии
Когда началась война с французами, Клайв занял Чанданнагар. Раздраженный этим Сирадж-уд-Даула вступил в союз с французами, но Клайв с небольшими силами (1000 европейцев, 2000 сипаев и 8 пушек) разбил войско наваба (35 000 пехоты, 15 000 конницы и 50 пушек) при Плесси. С этого дня считается начало британского владычества в Восточной Индии.
На место Сирадж-уд-Даулы был посажен бывший командующий бенгальскими войсками Мир Джафар, креатура Клайва, взявшего с него за это огромные деньги. Сам Сирадж-уд-Даула был казнен 2 июля 1757 при участии сына Мир Джафара, Мир Мирана. В этом же году новый наваб официально уступил англичанам право подоходной подати и суда в целом округе около Калькутты, известном теперь под названием «округа 24 парган» (882 квадр. мили).

## Расширение Клайвом контроля над Индией
В 1758 году Клайв был сделан компанейским губернатором Бенгала. До своего второго пребывания в Англии (1760—1765) он отразил нападение делийского принца, впоследствии султана Шаха-Алама, отнял у французов Мадрас с прилегающим берегом и установил твёрдое влияние Англии при хайдерабадском дворе в Южной Индии. В это же время он сокрушил при Чинсуре силу голландцев, которые с тех пор только были терпимы в Индии.
В 1759 году англичане получили от делийского императора, номинального сюзерена бенгальского наваба, право взимать и поземельную подать. Наконец в 1765 году император уступил занятые области Клайву в полную и вечную собственность, и Клайв получал с Компании 222 958 рупий годичной ренты до своей смерти (1774), когда право собственности перешло к Компании.
В 1761 году был низложен Мир-Джафар, и на его место посажен Мир-Касим, причем англичане опять сделали земельные приобретения. В 1763 году Мир-Касим, мечтавший о независимости и сформировавший себе армию на европейский лад, возмутился; 2000 сипаев в Патне и около 200 англичан в разных местах Бенгала были вырезаны.
В следующем году английские войска, предводимые майорами Адамсом и Мунро, разбили в исторической битве при Буксаре мятежников, вступивших уже в союз с делийским императором Шахом-Аламом и аудским навабом, несмотря на то, что в английском лагере произошёл первый бунт сипаев (усмиренный Мунро, который расстрелял из пушек 24 зачинщиков — род казни, заимствованный у Моголов). Шах-Алам явился с повинной в английский лагерь; Ауд был занят англичанами, а на место Мир-Касима опять посажен старый наваб Мир-Джафар, при чём, конечно, англичане получили большие суммы денег.

## Преобразования компании
В 1765 году из Англии вновь прибыл лорд Клайв, прилагавший теперь все усилия, чтобы укрепить территориальные владения Компании и уничтожить злоупотребления, поборы и взятки служащих Компании. Он быстро выступил из Калькутты в Аллахабад и здесь распоряжался судьбами  почти всей Северной Индии. Ауд был отдан опять прежнему навабу с обязательством уплатить полмиллиона фунтов стерлингов военных издержек, а провинции Аллахабад и Кора (между Гангом и Джамной) — императору Шаху-Аламу, который подарил за это Компании дивани, то есть право фискальной администрации в Бенгале, Бихаре и Ориссе.
В Муршидабаде ещё сидел фиктивный бенгальский наваб, получавший 600 000 фунтов стерлингов ренты от англичан. Половину этой суммы Компания платила императору как дань с Бенгалии, Бихара и Ориссы. Таким образом было введено двойное управление: англичане получали доходы с областей и содержали армию, а право уголовной юрисдикции принадлежало навабу. По индийской терминологии Компания была Диваном, а наваб — Низамом. Сбор податей в течение 1765—1772 годах оставался в руках туземных сборщиков.
В 1766 году Клайв преобразовал местную администрацию Компании. Все служащие, гражданские и военные, были глубоко деморализованы. Их оклады были ничтожны, а потому им позволялось возмещать недостающее (иногда сторицей) путём торговли и подарков. Несмотря на дружное сопротивление гражданских служащих и открытое возмущение двухсот офицеров, Клайв провел свою реформу. Торговля и взятки были запрещены на будущее время служащим, так как предвиделось повышение окладов из выгод от соляной монополии.
В 1767 году Клайв окончательно вернулся в Европу. Вспыхнувший в 1769 году в Бенгалии страшный голод сказался на котировках Ост-Индской компании и уже в 1773 году компания стояла на пороге банкротства и просила правительство Великобритании оказать ей помощь. После этого парламент начал расследование деятельности Роберта Клайва, которого обвинял в злоупотреблениях. Клайв был признан виновным, однако был оправдан за услуги, оказанные своей стране. Тем не менее в 22 ноября 1774 года Роберт Клайв покончил с собой.

## Память
В начале XXI века историк Ник Робинсон раскритиковал факт наличия памятника Роберту Клайву в Лондоне. Об этом он написал в своей книге об Ост-Индской компании «Корпорация, которая изменила мир». Он утверждает: «Тот факт, что один из величайших мошенников Британии по-прежнему занимает почетное место в сердцах правительства, говорит о том, что британская элита все еще не посмотрела в глаза правде об имперском прошлом». Книга заканчивается призывом убрать статую в музей.
В июне 2020 года жители британского города Шрусбери подписали две петиции: первая призывает снести памятник Клайву, стоящий на центральной городской площади, вторая – заменить ее.
Петиция за снос монумента гласит, что статуя «олицетворяет расизм» и «прославляет преступления».
Хотя точное происхождение названия города Клайв в американском штате Айова неизвестно, большинство краеведов сходятся во мнении, что он был назван в честь Роберта Клайва.